# 朱希召 (云南按察司副使)
朱希召（1483年—1516年），字懋化，號木峰，南直隸蘇州府崑山縣人，民籍，明朝政治人物。

## 生平
授貴州都指揮使司都事，官至雲南按察司副使。

## 家族
父朱文，湖廣按察司副使；希召为次子。有兄朱希周，南京吏部尚書。
妻子为戶部尚書王鏊次女。

## 著作
著有《宋歷科狀元錄》八卷、《元朝歷科狀元姓名》一卷。